# 新宿TSミュージック
新宿TSミュージック（しんじゅくティーエスミュージック）は、かつて東京都新宿区歌舞伎町にあったストリップ劇場。

## 歴史
1977年5月開館。
2017年1月15日閉館。客席数は40。

## 特徴
新宿区役所の裏手にあるビルの2階で営業していた。新宿には2015年時点で新宿ニューアート、DX歌舞伎町および当劇場の合計3つのストリップ劇場が存在していたが、その中では当劇場が最も古かった。
1日あたり6-8名のストリッパーが出演していた。ステージの構造は、池袋ミカド劇場に類似した長方形のデベソ（盆）だが、中央部にポールが設けられていた。
2013年1月に公然わいせつ罪で摘発されて営業停止処分を受けたことで、入居するビルの家賃を2014年から一時期滞納する状態となったが、営業再開後に完済している。しかし完済間近の2014年3月、家賃滞納を理由として賃貸契約の解除と立ち退きをビル所有者から通告され、そのまま訴訟となり、第1審で敗訴した。その後劇場側は控訴し、存続を求めるファンの署名が1,000人分集まるなどしたが、ビル所有者側の姿勢は変わらなかった。第2審で劇場側の新たな主張が認められなかったため、劇場は2017年1月末に退去するという条件でビル所有者と2016年3月に和解を結び、2017年1月15日の営業をもって閉館することとなった。他の場所に移転しての営業続行は風営法の関係から困難であり、実質的な廃業となる。